# Sail-les-Bains
Sail-les-Bains ist eine französische Gemeinde mit 208 Einwohnern (Stand 1. Januar 2022) im Département Loire in der Region Auvergne-Rhône-Alpes. Sie gehört zum Gemeindeverband Roannais Agglomération.

## Geografie
Sail-les-Bains liegt am Nordwestrand der Region Rhône-Alpes im Zentralmassiv, 94 Kilometer nordwestlich von Lyon. Nachbargemeinden von Sail-les-Bains sind Montaiguët-en-Forez im Nordwesten, Urbise im Nordosten, La Pacaudière im Südosten und Saint-Martin-d’Estréaux im Südwesten. Das Gemeindegebiet umfasst 2111 Hektar, die mittlere Höhe beträgt 350 Meter über dem Meeresspiegel, die Mairie steht auf einer Höhe von 300 Metern. Der Fluss Urbise fließt durch die Gemeinde.
Auf dem Gemeindegebiet von Saint-Martin-d’Estréaux befand sich der Bahnhof Saint-Martin-Sail-les-Bains an der Bahnstrecke Moret-Veneux-les-Sablons–Lyon-Perrache, welcher heutzutage nicht mehr bedient wird.
Sail-les-Bains ist einer Klimazone des Typs Cfb (nach Köppen und Geiger) zugeordnet: Warmgemäßigtes Regenklima (C), vollfeucht (f), wärmster Monat unter 22 °C, mindestens vier Monate über 10 °C (b). Es herrscht Seeklima mit gemäßigtem Sommer.

## Geschichte
Der Teil Sail des Namens Sail-les-Bains ist abgeleitet vom lateinischen Wort  salius (springen). Salientes bedeutet „Springbrunnen“, aqua saliens bedeutet „sprudelndes Wasser“. Somit waren die Heilquellen von Sail-les-Bains schon in gallo-römischer Zeit (52 v. Chr. bis 486 n. Chr.) bekannt. Der Zusatz les-Bains stammt aus späterer Zeit, es ist französisch und bedeutet „die Bäder“.
1793 wurde Sail-les-Bains im Zuge der Französischen Revolution (1789–1799) offiziell als „Gemeinde“ anerkannt. Damals hieß es nur Sail. 1801 erhielt die Gemeinde das Recht auf kommunale Selbstverwaltung und beide Namen wurden verwendet, sowohl Sail als auch Sail-Les-Bains.
Im 19. Jahrhundert war der Kurort ähnlich bekannt wie Vichy, heute hat er an Bedeutung verloren.

### Einwohnerentwicklung
| Jahr                       | 1962 | 1968 | 1975 | 1982 | 1990 | 1999 | 2010 | 2017 |
| -------------------------- | ---- | ---- | ---- | ---- | ---- | ---- | ---- | ---- |
| Einwohner                  | 373  | 346  | 307  | 316  | 264  | 222  | 209  | 200  |
| Quellen: Cassini und INSEE |      |      |      |      |      |      |      |      |

Die meisten Einwohner hatte die Gemeinde mit 860 im Jahr 1793. Bis 1800 nahm die Einwohnerzahl drastisch ab, erholte sich bis 1886 und nahm seitdem fast kontinuierlich ab.

## Sehenswürdigkeiten

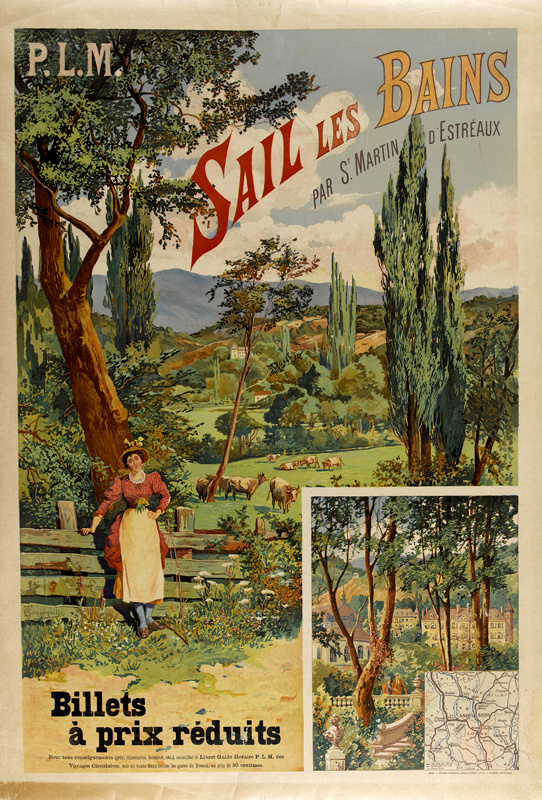
Werbeposter aus dem Jahr 1936

Die romanische Kirche Saint-Symphorien in Sail-les-Bains stammt aus dem 12. Jahrhundert. Sie ist in das Zusatzverzeichnis der Monuments historiques (historische Denkmale) eingetragen. In der Kirche befindet sich ein Oblateneisen aus dem 15. Jahrhundert, das als Monument historique (MH) klassifiziert ist. 1928 wurden Fresken aus verkieselter Leimfarbe gefunden. Sie stammen aus dem 15. Jahrhundert, stellen musizierende Engel dar und sind als MH klassifiziert.

## Wirtschaft
Ein bedeutender Erwerbszweig der Saillois ist die Zucht von Hausrindern. Weiden prägen das Bild der Landschaft. 
In Sail-les-Bains wird ein Mineralwasser hoher Qualität abgefüllt. Den Abfüllungsbetrieb kann man besichtigen. Außerdem verkaufen Bauern vor Ort Fleisch- und Wurstwaren, Geflügel und Ziegenkäse.
Auf dem Gemeindegebiet gelten kontrollierte Herkunftsbezeichnungen (AOC) für Charolais (Käse) und Rindfleisch von Rindern der Rasse Charolais (Bœuf de Charolles) sowie geschützte geographische Angaben (IGP) für Schweinefleisch (Porc d’Auvergne ) und Geflügel (Volailles d’Auvergne, du Charolais und du Forez).